# Мито Гановски
Мито Петков Гановски е български художник.

## Биография
Роден е на 28 ноември 1925 г. в село Ракево, област Враца. В периода 1970-1976 г. е заместник-ректор на ВИИИ „Н. Павлович“. Някои от най-известните му творби са „Прабългари“, „Партизанско семейство“, „Септемвриец“, „Непокорният“, „Април 1876“, „Златният век“.